# Jaderná elektrárna Peach Bottom
Jaderná elektrárna Peach Bottom (anglicky Peach Bottom Nuclear Generating Station) je provozní jadernou elektrárnou ve Spojených státech. Leží 80 kilometrů od Harrisburgu v York County ve státě Pensylvánie. Elektrárnu vlastní a provozuje společnost Constellation Energy. Reaktory elektrárny dodaly a vybudovaly americké společnosti General Atomics a General Electric.

## Historie a technické informace

### Reaktory
Jaderná elektrárna Peach Bottom obsahuje celkem tři jaderné reaktory. Dva jsou v provozu a jeden je trvale odstaven.

#### Blok 1
Výstavba prvního bloku započala 1. února 1962. Jedná se o prototypový vysokoteplotní plynem chlazený a grafitem moderovaný jaderný reaktor od General Atomics o hrubém výkonu 42 MW a čistém výkonu po odečtení vlastních potřeb 40 MW. Jeho připojení k síti proběhlo dne 27. ledna 1967 a komerční provoz následoval 1. června 1967. Reaktor byl navždy odstaven 1. listopadu 1974.

#### Blok 2
Výstavba druhého bloku byla zahájena 31. ledna 1968. Jde o varný reaktor typu BWR-4 od General Electric. Jeho hrubý výkon dosahuje 1412 MW a čistý výkon po odečtení vlastních potřeb bloku činí 1300 MW. Do sítě byl poprvé připojen 18. února 1974 a komerční provoz byl zahájen 5. července 1974.
Blok má od NRC udělenou provozní licenci do 8. srpna 2033.

#### Blok 3
Třetí blok začal být budován 31. ledna 1968, jako blok druhý. Jedná se také o stejný blok, jako blok 2, jelikož sdílí stejnou turbínovou halu. Hrubý výkon tohoto bloku je 1412 MW a čistý výkon činí 1331 MW. Do sítě byl blok poprvé přifázován dne 1. září 1974 a následovalo zahájení komerčního provozu, které proběhlo 23. prosince 1974.
Blok má od NRC udělenou provozní licenci do 2. července 2034.

### Okolní obyvatelstvo
NRC definuje dvě zóny havarijního plánování kolem jaderných elektráren. První o poloměru 16 kilometrů, která se týká především vystavení radioaktivní kontaminace vzduchu a poté druhou o poloměru 80 kilometrů, jež se zabývá kontaminací potravin a vody.
Podle studie NRC zveřejněné v srpnu 2010 byl odhad každoročního rizika zemětřesení dostatečně silného na to, aby způsobilo poškození aktivní zóny reaktoru 1 ku 41 667.

## Informace o reaktorech
| Reaktor        | Typ reaktoru  | Výkon   | Výkon   | Zahájení výstavby | Připojení k síti | Uvedení do provozu | Uzavření    |
| Reaktor        | Typ reaktoru  | Čistý   | Hrubý   | Zahájení výstavby | Připojení k síti | Uvedení do provozu | Uzavření    |
| -------------- | ------------- | ------- | ------- | ----------------- | ---------------- | ------------------ | ----------- |
| Peach Bottom-1 | HTGR          | 40 MW   | 42 MW   | 1. 2. 1962        | 27. 1. 1967      | 1. 6. 1967         | 1 .11. 1974 |
| Peach Bottom-2 | BWR-4 251-764 | 1300 MW | 1412 MW | 31. 1. 1968       | 18. 2. 1974      | 5. 7. 1974         |             |
| Peach Bottom-3 | BWR-4 251-764 | 1331 MW | 1412 MW | 31. 1. 1968       | 1. 9. 1974       | 23. 12. 1974       |             |